# بيارس غاغنون
بيارس غاغنون (بالإنجليزية: Pierce Gagnon)‏ مواليد 25 يوليو 2005، هو ممثل أمريكي بدأ مسيرته الفنية عام 2010.

## الأعمال

### أفلام
- صانع الحلقة (الدور: سيد)

## روابط خارجية
- بيارس غاغنون على موقع IMDb (الإنجليزية)
- بيارس غاغنون على موقع روتن توميتوز (الإنجليزية)
- بيارس غاغنون على موقع ألو سيني (الفرنسية)
- بيارس غاغنون على موقع أول موفي (الإنجليزية)
- بيارس غاغنون على موقع قاعدة بيانات الفيلم (الإنجليزية)
- بيارس غاغنون على موقع كينوبويسك (الروسية)